# Blood Circus
Blood Circus fue un grupo estadounidense de música grunge. En 1988, por medio de la compañía norteamericana Sub Pop, lanzaron su primer y único álbum titulado Primal Rock Therapy.
Blood Circus fueron conocidos por medio de su canción "The Outback", la cual fue incluida en el compilatorio Sub Pop 200, en el cual también eran incluidas bandas como Nirvana y Screaming Trees, deseando ser conocidos sobre la creciente popularidad del Grunge.
Primal Rock Therapy, fue producido por Jack Endino, quien fue considerado el "Mejor-Sellador" de Sub Pop de todos los tiempos.

## Discografía
- Primal Rock Therapy (1988)
- Two Way Street/Six Feet Under (1988)